# Колиба
Коли́ба — традиційна гуцульська дерев'яна споруда з колод для відпочинку та ночівлі мисливців, чабанів і лісорубів, які надовго піднімаються в гори. Сезонне житло пастухів і лісорубів, поширене в гірських районах Карпат і на Поліссі. Колиба — будівля, пов'язана з «карпатським гірським господарством». Це назва сезонного житла пастухів, мисливців і лісорубів, що означає дерев'яну хатину, яка є притулком для пастухів, які пасуть овець, зазвичай без димаря, з відкритим каміном, дим з якого виходить безпосередньо через щілини між дерев'яними балками з колодами та стиками в даху. Це назва невеликої або технічно простої будівлі.

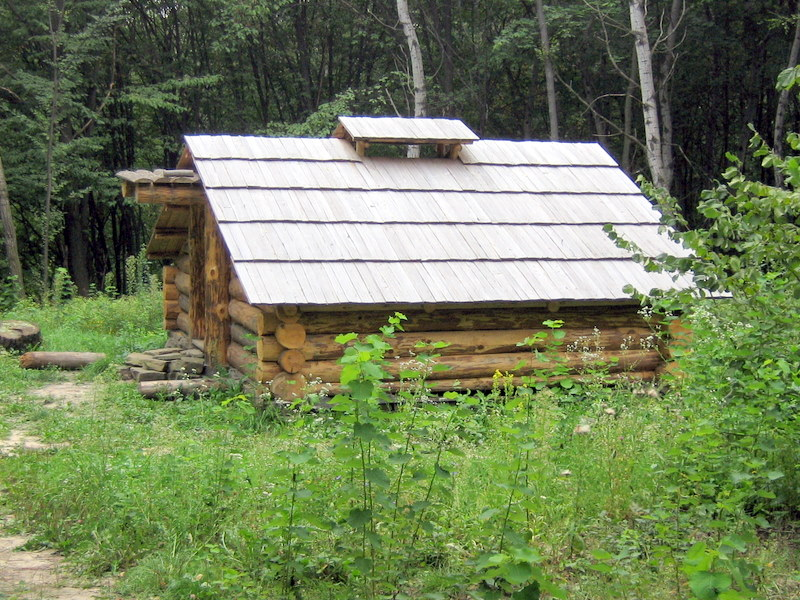
Колиба з урочища Волове (тепер — Міжгір'я (Закарпатська область)

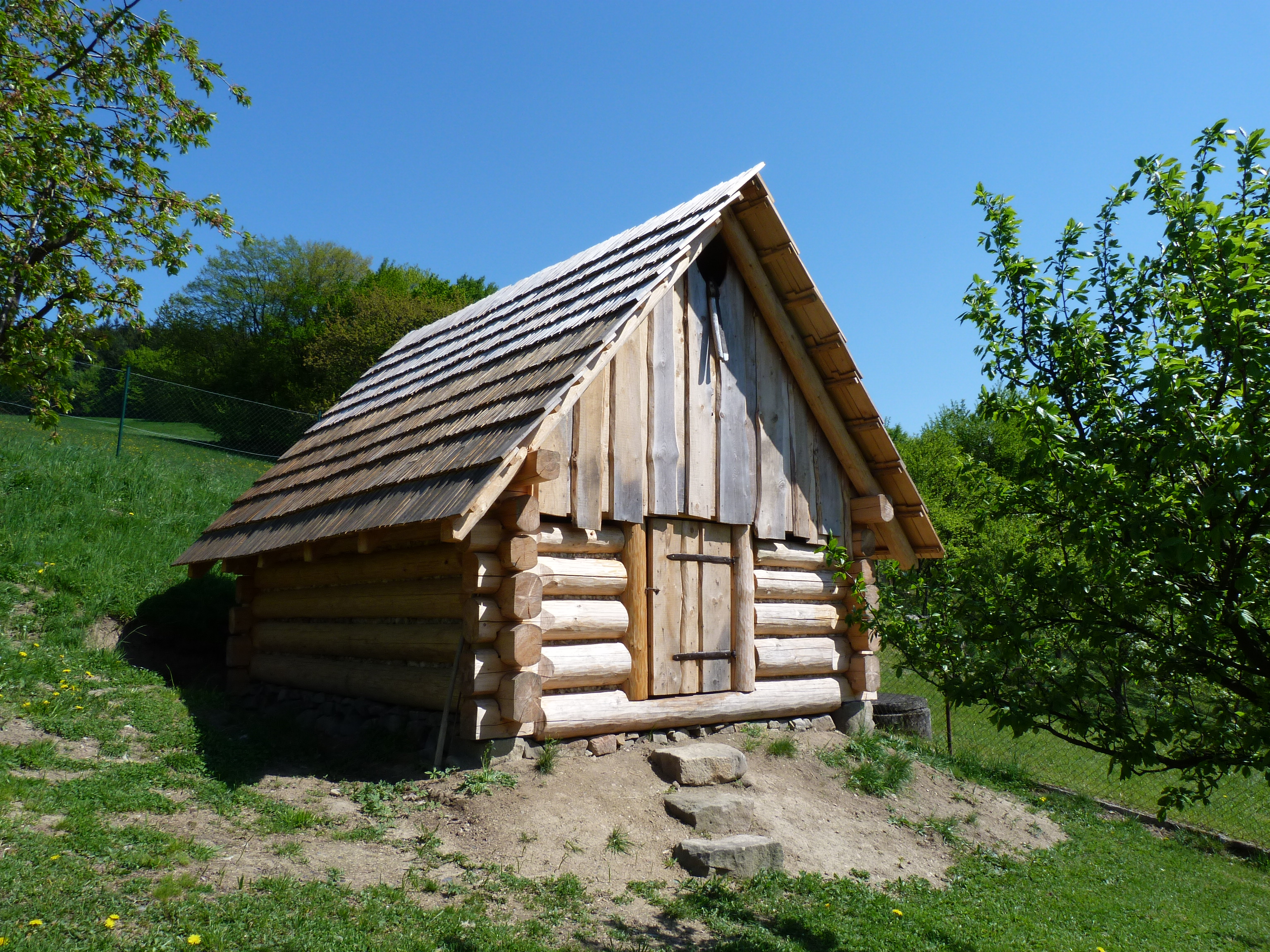
Дерев'яна зрубна хатинка.

## Етимологія
Слово колиба відоме у багатьох слов'янських мовах (пол. koliba, koleba, чеськ. і словац. koliba, болг. і мак. колиба, серб. колиба/koliba, словен. koliba, хорв. koliba). Воно вважається пастушим мандрівним словом, до української і західнослов'янських, очевидно, запозичене через посередництво рум. colíbă («хижа», «халупа») з південнослов'янських, у яких походить від грец. καλύβη («мазанка», «хата», «покриття», «завіса»). Сумнівно посередництво тур. kulübe.
Слова «колиба», «колива», «халупа» відомі у всіх слов'ян. Дослідники зводять його до праслов'янської kolyba і далі до індоєвропейської kălūbā і зіставляють з грец. χαλύβη (запозиченим у слов'ян), а з також турецьким типом дерев'яного житла kulübe (кулюбе), також запозиченим у балканських народів. Має значення куреня, халупи, хатини.
На гірських полонинах пастухи будували стійбище, загони і кошари для овець, а також житло для чабанів і бовгарів (пастухів великої рогатої худоби) — колибу або стаю. Різні припаси їжі, посуд та бринзу зберігали в зробленій в стаї коморі. З виходом у полонину вівчарі насамперед розпалювали у житловому приміщенні стаї ватру, і вогонь підтримували цілодобово і упродовж усього пастівницького сезону.

## Будова
Тимчасові житла лісорубів і пастухів в Карпатах здавна називалися колибами. З розвитком цивілізації колиби лісорубів практично зникли. Колиби пастухів здебільшого розташовані на полонинах або поблизу них і досі активно використовуються.. До середини ХХ століття колиби становили основу карпатського господарства. Маржинку (худобу) виганяли для випасу на полонини і віддавали в руки пастухам. Головним над пастухами був ватаг, який керував життям колиби. Вигін худоби на полонину як і повернення отари (або стада) було справжнім святом у селі. Більшість традицій збереглися й зараз — сотні років цивілізації мало вплинули на карпатське тваринництво, оскільки  тваринництво було головною галуззю господарства в гірських карпатських місцевостях протягом століть. Це пов'язано насамперед з природними умовами, які є малопридатними для розвитку землеробства. Скотарство прийшло в Карпати разом із дако-фракійськими племенами, а матеріальна культура пастухів досі має риси, принесені валахами з півдня та сходу — майже в усіх регіонах карпатці випасають худобу за правилами, встановленими багато століть тому. Цивілізація мало вплинула на спосіб життя та побут пастухів. Як і раніше, у колибах немає електроенергії; як і раніше, єдиними продуктами, які привозять на полонини з долин, є хліб та алкоголь (додалися лише цигарки); як і раніше, тут роблять бринзу та вурду; як і раніше, джерелом енергії є ватра (багаття, вогнище). Як і століття тому, похмурі колиби зачаровують відчуттям безмежної свободи та єдності з величчю природи.
Колибу будували з кілків, лози та гілок у вигляді куреня, часто круглою у плані, зі стінами без вікон і з отвором у даху над вогнищем. Зустрічаються колиби у вигляді зрубу з двоскатним дахом з лубу, кори дерева, драниць.
У вигляді зрубу в плані проста колиба являє собою кліть — зруб-четверик без віконних прорізів зі двосхилим або чотирьохскатним дахом, критим драницями. Приміщення розраховане на проживання від 2 до 8 осіб. Усередині колиба облаштована просто — приміщення однокамерне, печі немає, уздовж стін розміщені дерев'яні лежанки і полиці для речей, а підлога — земляна. Для обігріву приміщення використовується місце для багаття, дим виходить через отвір у даху.
Окрім простих прямокутних у плані колиб, бувають також і складніші шести-, восьми- і навіть дванадцятикутні зруби (більш поширені у лісорубів і бокорашів, ніж у пастухів). Як і в простих колибах, у них зазвичай немає вікон. Є один вхід, який зазвичай орієнтований на південь. Вхідні двері ведуть у невеликі сіни — хорімці. У них тримають воду, на стінах вішають різне причандалля для роботи, а на верх сінного зрубчика всередині складають пилки. З сіней другі двері ведуть усередину колиби, підлога якох вистелена лубом або деревом, у центрі знаходиться вогнище — ватра, а навколо нього в радіальному напрямку розташовані підложа — невисокі настили-піддони (різновид ліжка з дощок без спинки) для робітників. Такі колиби рублені на моху (з конопаченням) і мають пірамідальний дах з драниці з димовим отвором угорі.

## Колиба в розважальній сфері
У пісенному тексті А. Кузьменка лексема колиба вживається як синонім до слів ресторан, кафетерій, їдальня — місце, де можна смачно поїсти, відпочити та послухати живу музику. Поняття колиба давно (ще з радянських часів) комерціалізується естетикою української хати (колиби) та гуцульського костюму в готельному, туристичному і розважальному секторах: існують готелі та ресторани «Колиба», які пропонують меню європейської та закарпатської кухні.